# 三遊亭歌司
三遊亭 歌司（さんゆうてい うたじ）は、落語家の名跡。
- 三遊亭歌治 - 後∶三代目三遊亭圓歌

三遊亭 歌司（さんゆうてい うたじ、1946年4月11日 - ）は、東京都青梅市出身の落語家。本名∶大倉 顕彦。落語協会所属。出囃子は『ちゃっきり節』。紋は『中陰片喰』。
妻は三代目江戸家猫八の長女。

## 経歴
1964年、二代目三遊亭歌奴に入門。翌年	前座となり前座名「歌二」を名乗る。
1971年11月、金原亭駒三郎、橘家竹蔵、柳家さん八、三遊亭歌橘、三遊亭楽松、林家九蔵、三遊亭朝治と共に二ツ目昇進し「歌司」に改名。1975年、NHK新人落語コンクール優秀賞を受賞。
1981年、柳家さん喬、五街道雲助、三遊亭圓龍、七代目むかし家今松、二代目金原亭馬の助、橘家竹蔵と共に真打昇進。
2001年、理事付役員に就任。2006年に落語協会常任理事に昇格し2010年に常任理事職を退任。

## 芸歴
- 1964年 - 二代目三遊亭歌奴に入門。
- 1965年 - 前座となる、前座名「歌二」。
- 1971年 - 二ツ目昇進、「歌司」に改名。
- 1981年 - 真打昇進。

## 受賞歴
- 1975年 - NHK新人落語コンクール優秀賞

## 役職
- 2001年 - 落語協会理事付役員に就任
- 2006年 - 落語協会常任理事に就任
- 2014年 - 常任理事を退任

## 人物
三遊亭圓丈、古今亭志ん駒、柳家さん遊、柳家小団治、柳家さん八、三遊亭圓龍、むかし家今松、古今亭志ん五、金原亭馬の助、橘家竹蔵、柳家小袁治と共に同期会「落友舎」を結成し、リーダーを務めている。

## 出演番組
- 歌司のよせ鍋巷談（レインボータウンFM）

## 弟子
- 三遊亭司 - 四代目桂三木助没に伴い移籍